# Groß Nordende
Groß Nordende est une commune allemande du Schleswig-Holstein, située dans l'arrondissement de Pinneberg (Kreis Pinneberg), immédiatement au nord-ouest de la ville d'Uetersen. Groß Nordende est l'une des sept communes de l'Amt Moorrege dont le siège est à Moorrege.